# Lancio delle carte

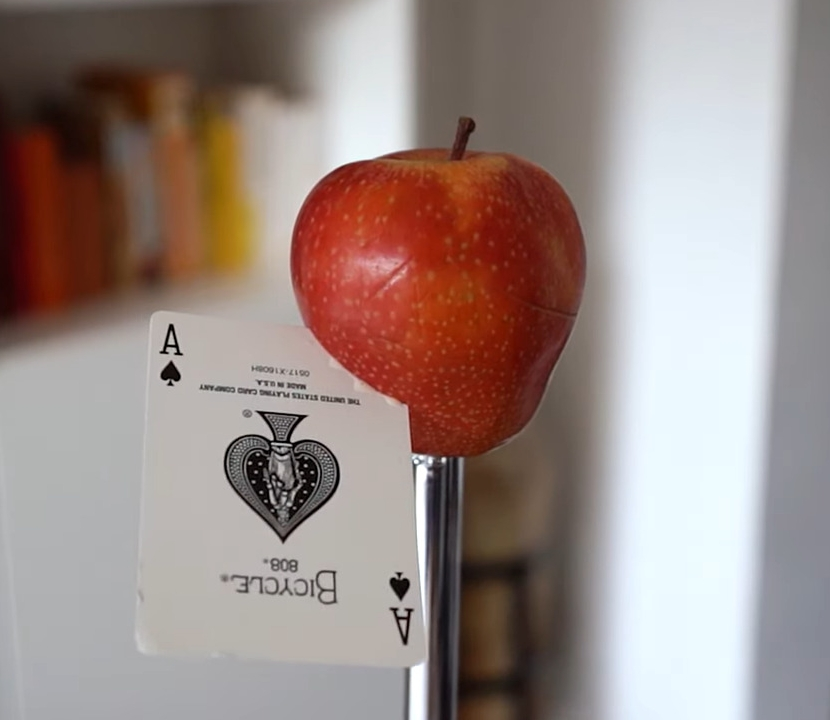
Carta lanciata e conficcatasi in una mela

Il lancio delle carte o card throwing è l'arte di lanciare normali carte da gioco. Questa tecnica ha avuto origine in occidente, dove veniva praticata dai prestigiatori, e in gergo è chiamata scaling.

## Storia
Il card throwing ha origine con i prestigiatori in occidente, nelle leggende e nel cinema dedicate alle arti marziali in oriente. Chi praticava le arti marziali in oriente aveva raffinato la tecnica di lanciare oggetti leggeri fino a che questi non acquisissero la velocità e la precisione di un'arma, anche se la maggior parte degli effetti che venivano proclamati erano assolutamente esagerati.
Le tecniche occidentali del lancio di carte, così come vengono praticate attualmente, sono state elaborate dai prestigiatori vissuti nel XIX secolo. Le origini precise dei trucchi della "flying card", la carta volante, sono sconosciute, ma Alexander Herrmann viene visto da molti come colui che ha elevato questi trucchi ad un livello molto sofisticato. Howard Thurston ed Herrmann facevano uso di carte più pesanti delle carte da gioco standard di oggi.
Molti prestigiatori ordinavano per i loro show carte con stampe speciali, denominate throwing cards, throwouts, scaling cards o souvenir cards. Generalmente, le carte portavano le immagini e i nomi dei prestigiatori che le usavano, e spesso riproducevano illusioni ottiche, simboli mistici, testi e grafiche particolari.
La velocità impressionante con la quale i prestigiatori potevano lanciare le carte ha dato origine al mito che una carta da gioco possa uccidere o ferire seriamente qualcuno se lanciata in modo adeguato da una persona che abbia la forza sufficiente. Tuttavia, la leggenda è stata messa alla prova, e poi sfatata, nel programma di Discovery Channel, MythBusters. Una carta da gioco manca della massa sufficiente a trasferire energia al proprio obiettivo con l'impatto, e perfino se sottoposta all'accelerazione meccanica di un potente motore elettrico portandone la velocità ad oltre 150 mph, è a malapena sufficiente ad infliggere un taglio come quello che può produrre un foglio di carta.

## Tecnica
Molte sono le tecniche di lancio della carta, ma tutte comprendono la rotazione del polso. Nel momento in cui si riesce ad usare bene il polso, allora si potrà aggiungere nel lancio anche il movimento del braccio e del corpo.

### La tecnica di lancio di Jay
La tecnica di Jay, così come viene insegnata nel libro Cards as Weapons (1977), di  Ricky Jay, consiste nel tenere il centro della carta orizzontalmente, tra il police e il medio, mantenendo l'indice all'angolo della carta più vicino alla mano e lontano dal resto del corpo.
Il polso viene girato verso l'interno in un angolo di 90°, e poi roteato con forza verso l'esterno, nel lancio della carta. Per imprimere distanza e potenza, la tecnica aggiunge il movimento dell'avambraccio, che forma con il gomito un angolo di 90° simultaneo al movimento del polso nel lancio.

### La presa di Thurston
Howard Thurston, un prestigiatore, è stato il primo ad introdurre il card throwing negli spettacoli in occidente. Con la presa di Thurston, la carta che viene lanciata viene tenuta tra il primo ed il secondo dito, in genere della mano sinistra.

### Altre tecniche
Ci sono altri modi di lanciare le carte, la più popolare comprende la posa del mignolo sul fondo della carta, con anulare e medio sulla parte superiore. L'indice ed il medio vanno all'estremità più esterna della carta posta orizzontalmente, mentre il pollice sta sull'estremità inferiore. Poi, si preme verso il basso con il dito medio, anche se non al punto di farlo piegare in su, il dito medio dovrebbe servire da una delle estremità di un'altalena, con il pollice all'estremo opposto, con il dito indice al centro. Una volta in posizione, la carta va girata con il polso in modo che il lato opposto sia a faccia in su. Questa tecnica viene considerata da molti come poco comoda. Per il lancio, si preme rapidamente con il pollice, in modo che faccia uscire la carta, ed allo stesso momento, l'indice ed il medio vanno piegati verso il palmo. Facendo entrambe queste operazioni, la mano con la carta va tenuta vicina alla testa, muovendola in giù a formare una "C" quando la si allontana. Alla fine della C, il pollice si libera. La carta dovrebbe roteare, e con un po' di pratica, volare rapidamente in avanti.
Un altro metodo consiste nel posizionare il pollice sopra l'angolo inferiore sinistro della carta, con indice e medio ai lati opposti dell'angolo superiore destro della carta. Chi lancia deve premere il pollice verso il basso e fuori dalla carta, facendo roteare indice e medio, girando la carta e lanciandola avanti. Questa è una delle tecniche più efficaci.
Altra tecnica abbastanza diffusa è quella che consiste nel tenere tutto il mazzo nella mano sinistra, facendo roteare l'indice della mano sinistra attorno all'angolo superiore destro della carta superiore, lanciando poi la carta con la mano destra. Questo fa guadagnare alla carta un gran numero di giri laterali, che la spingono ulteriormente in avanti.

## Record
Nell'ottobre 2005, Chris Linn ha superato il primato Guinness del "maggior numero di carte lanciate con un dito in un minuto". Per superare il record, Linn ha teneva un mazzo di carte in una mano, usando il pollice per lanciarle ad una distanza minima di 12 piedi. Linn fu in grado di lanciare in questo modo 114 carte in un minuto, battendo il precedente record di 104 carte, stabilito dal prestigiatore Jeff McBride. Il tentativo di battere il record ha avuto luogo al Cedar Point Amusement Park di Sandusky, Ohio.
Nel 2008, il record mondiale di card throwing è stato raggiunto da Rick Smith Jr., con il suo lancio di 216 piedi a 92 miglia orarie. Il record precedente era stato conseguito da Ricky Jay e da Jim Karol.